# Cristian Camilo Álvarez
Cristian Camilo Álvarez (n. Medellín, Antioquia, Colombia; 8 de mayo de 1991) es un futbolista colombiano. Juega como volante y su equipo actual es el delfines del este de la Categoría Primera división República Dominicana.

## Clubes
| Club                   | País                 | Año       |
| ---------------------- | -------------------- | --------- |
| San Martín de San Juan | Argentina            | 2010      |
| Santa Fe               | Colombia             | 2011-2013 |
| Uniao Mogi             | Brasil               | 2014      |
| Dimport                | República Dominicana | 2015      |

## Palmarés

### Campeonatos nacionales
| Título          | Club     | País     | Año  |
| --------------- | -------- | -------- | ---- |
| Torneo Apertura | Santa Fe | Colombia | 2012 |